# La Mort de Germanicus
La Mort de Germanicus est un tableau peint en 1627-1628 par Nicolas Poussin pour Francesco Barberini. Il est conservé au Minneapolis Institute of Art. 

## Historique de l'œuvre
Le tableau est commandé par le cardinal Francesco Barberini (1597-1679), neveu du pape Urbain VIII et légat en France. La commande est probablement passée en octobre 1626, de retour d'une visite diplomatique en Espagne. Il fait appel à Nicolas Poussin, alors jeune peintre récemment installé à Rome depuis 1624 qu'il a peut-être connu grâce au poète Giambattista Marino, peut-être par l'intermédiaire du banquier et mécène Marcello Sacchetti. Barberini a déjà commandé à Poussin une Prise de Jérusalem (Musée d'Israël) peinte vers 1625-1626 et donnée en cadeau au cardinal Richelieu. Le tableau est livré le 21 janvier 1628 et un reçu signé de la main du peintre indique qu'il a obtenu pour cette œuvre la somme de 60 écus. Le tableau obtient très vite un grand écho car dès le mois de février suivant, Poussin est choisi pour peindre un retable de la basilique Saint-Pierre, Le Martyre de saint Érasme.
Le tableau est donné par Francesco à son neveu Maffeo Barberini (1631–1685), prince de Palestrina. Il reste ensuite dans les collections de la Famille Barberini à Rome et à Florence et ce, jusqu'en 1958. Cette année-là, il est acquis par le Minneapolis Institute of Art grâce au soutien du fond William Hood Dunwoody (en).

## Description

### Sujet
Poussin est probablement le premier peintre à se pencher sur ce sujet. Cet épisode de l'histoire de la Rome antique est tiré des Annales de Tacite. Il décrit les succès militaires du général romain, frère ainé de Claude, au service de l'empereur Tibère, notamment contre les Germains, ce qui lui a valu son surnom. Il est envoyé aux combats en Syrie, mais se heurte sur place à l'opposition du gouverneur Cnaeus Calpurnius Piso. Il meurt brutalement sur place, à Antioche, accusant Piso de l'avoir empoisonné sur ordre de Tibère. Il fait jurer à sa femme Agrippine l'Aînée et au reste de sa famille de venger sa mort, jouissant alors d'une grande popularité parmi le peuple romain. Poussin a sans doute pris connaissance du texte de Tacite par le biais d'une traduction italienne, nombreuses à l'époque à Rome.

### Sources d'inspiration
La composition générale du tableau pourrait avoir été empruntée à la Mort de Méléagre, représentée sur plusieurs sarcophages romains antiques présents à Rome à l'époque de Poussin. Un exemplaire est conservé aux musées du Vatican, un autre aux musées du Capitole ou encore un autre, actuellement à la Wilton House mais présent à Rome au début du XVIIe siècle. La figure d'Agrippine rappelle les personnifications de nations vaincues dans les représentations romaines, telles que la Judée vaincue (judea capta).

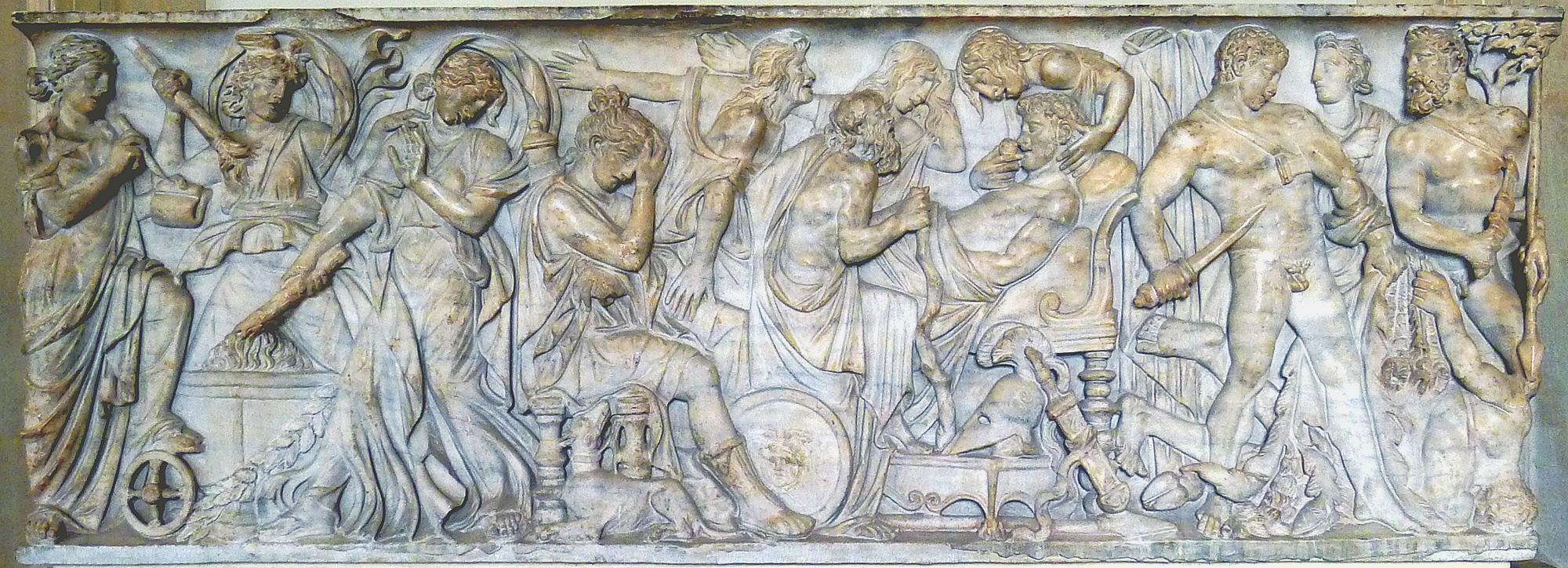
La Mort de Méléagre, sarcophage romain, vers 180, musée du Louvre.
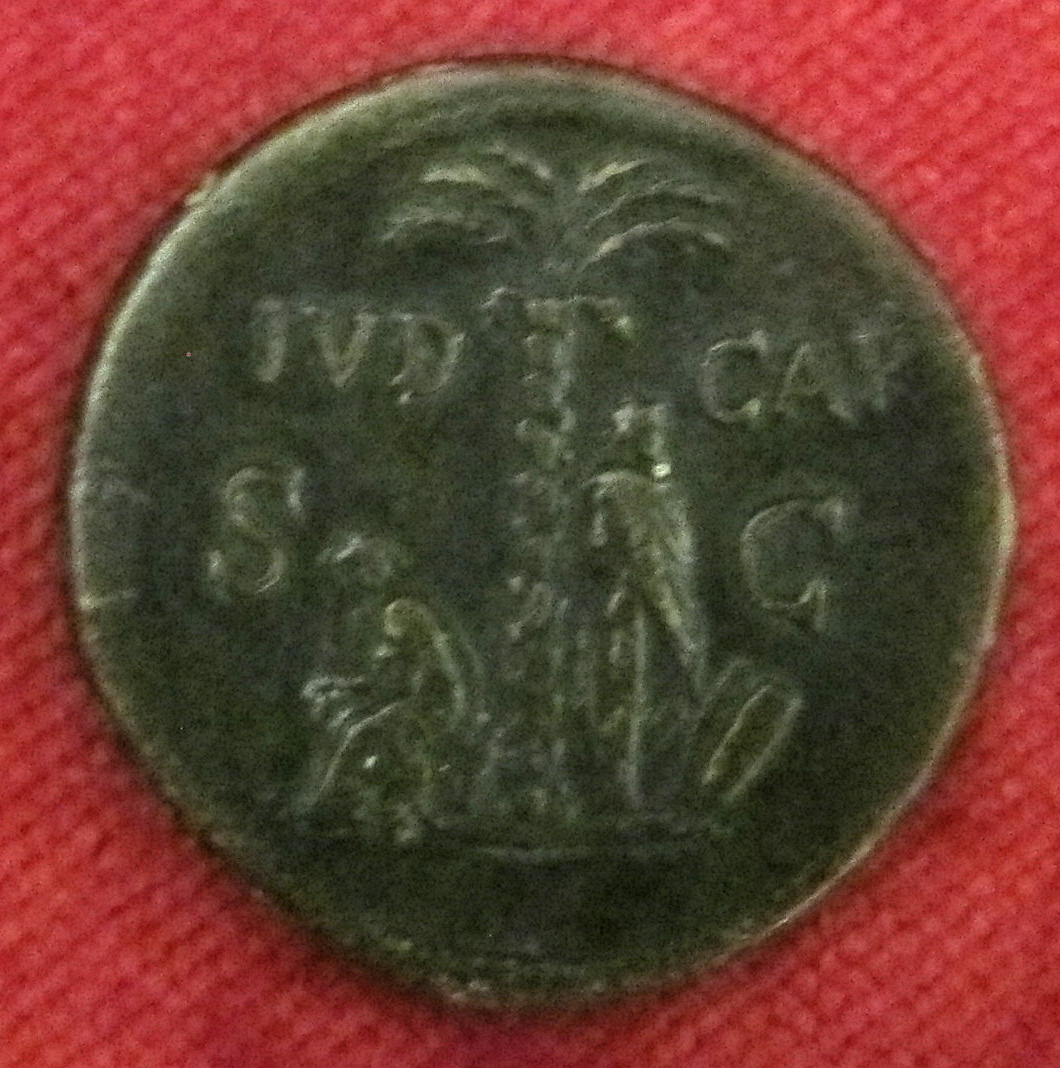
Judea capta, la Judée captive, monnaie romaine, musée archéologique de Florence.
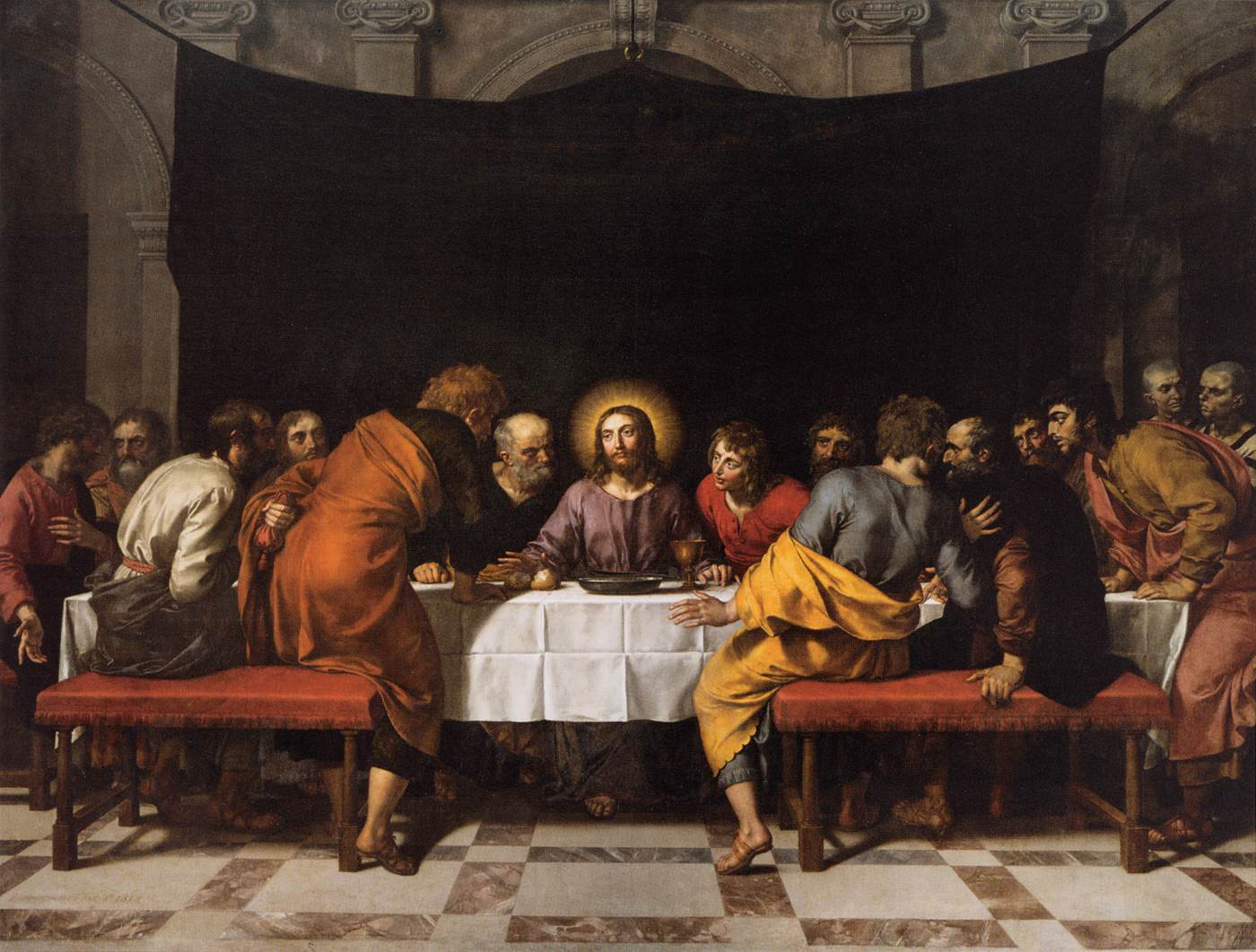
La Cène, Frans Pourbus le Jeune, musée du Louvre.
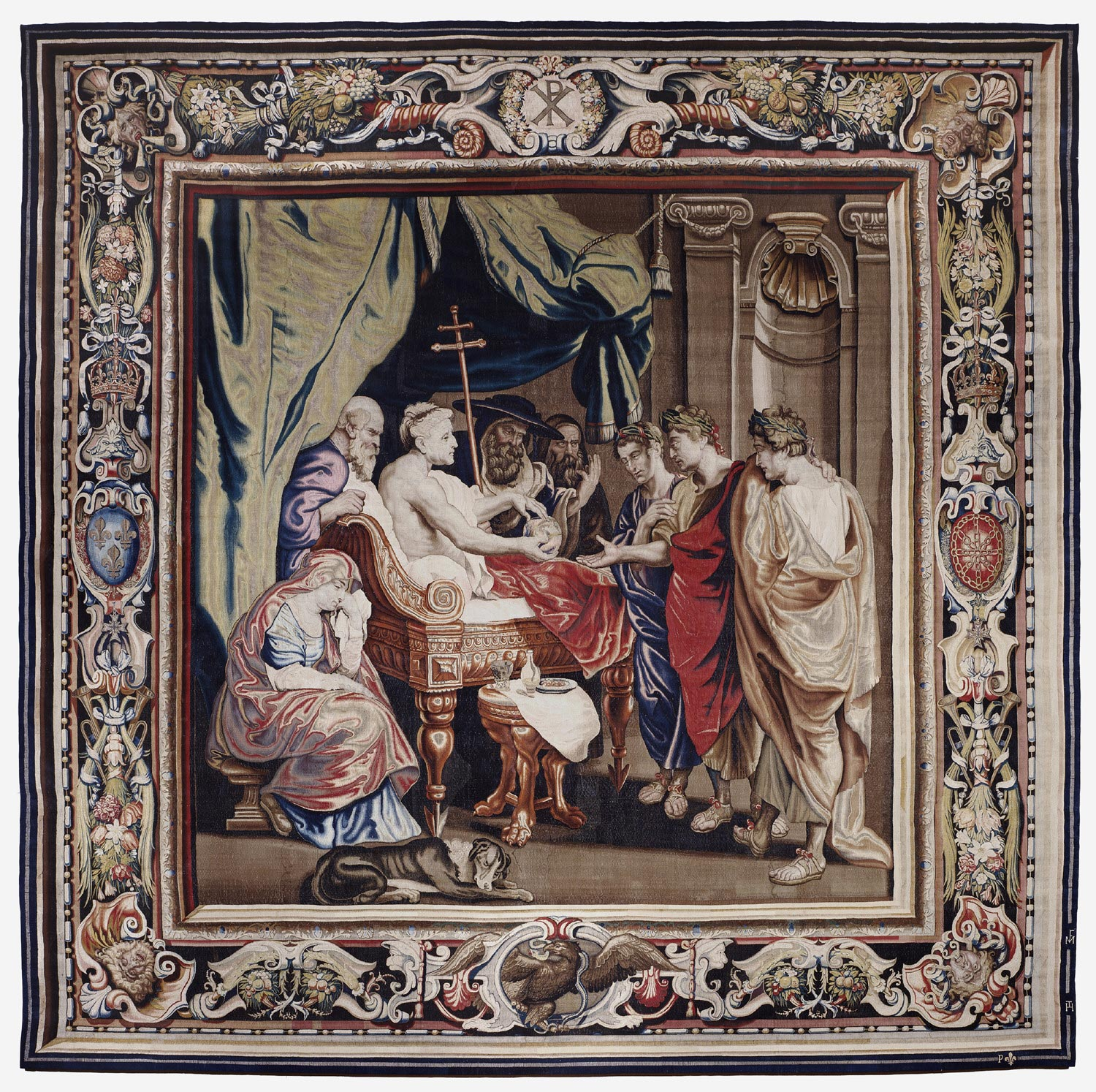
La Mort de Constantin, tapisserie d'après un carton de Rubens, Philadelphia Museum of Art.

Outre les influences antiques, il reprend aussi des motifs présents dans la peinture de son temps ou légèrement antérieure : le soldat représenté à l'extrême gauche est une reprise de celui représenté à l'extrême droite des Croisés devant Jérusalem d'Ambroise Dubois (château de Fontainebleau). Il reprend aussi le rideau de La Cène de Frans Pourbus le Jeune (musée du Louvre). Le tableau de Poussin semble aussi inspiré par La Mort de Constantin, tirée d'une série de tapisserie sur la Vie de Constantin d'après des cartons de Pierre Paul Rubens, offerte en 1625 par Louis XIII à Francesco Barberini.

### Dessins préparatoires?
Deux dessins reprenant le thème du tableau sont attribués à Poussin. L'un est conservé au British Museum. Bien que très abîmé, il présente déjà les grandes lignes du tableau avec quelques variantes : le soldat au centre le tend pas la main au ciel mais tient la main de Germanicus, restant ainsi plus proche du texte de Tacite. En haut à gauche, deux personnages sont représentés montant dans un escalier, qui ne sont pas repris dans le tableau. Le second dessin, conservé au musée Condé à Chantilly, présente de nombreuses variantes par rapport au tableau de Minneapolis : le nombre de personnage est différents. D'après le style du dessin, Pierre Rosenberg et Louis Antoine Prat ont avancé l'hypothèse qu'il ne s'agit pas d'un dessin préparatoire mais postérieur, réalisé vers 1630-1632 en vue de l'élaboration d'une seconde peinture sur le même thème mais probablement jamais exécutée,.

## Postérité
Dès l'époque de Poussin, le tableau devient célèbre dans les milieux artistiques et le tableau est copié et commenté à de nombreuses reprises. Il faut cependant attendre le milieu du XVIIIe siècle pour que le thème de la mort de Germanicus soit repris dans la peinture, mais à chaque fois inspiré par Poussin. Il est ainsi représenté par Piat Sauvage en 1774 et par Heinrich Friedrich Füger en 1789. Si le sujet n'est pas beaucoup repris par les artistes, nombreux sont ceux qui insèrent dans leurs œuvres des allusions au tableau de Poussin à partir de cette époque. C'est le cas de Jean-Baptiste Greuze dans son Septime Sévère et Caracalla en 1769 ou, de manière plus subtile, du Serment des Horaces de Jacques-Louis David en 1785 qui déclare à son propos : « Si c'est à Corneille que je dois mon sujet, c'est à Poussin que je dois mon tableau ». François Marius Granet dans sa Mort de Poussin (Musée Granet), assimile le peintre au général romain. Enfin, il inspire encore Eugène Delacroix dans Les Dernières paroles de l'empereur Marc Aurèle en 1844 (Musée des beaux-arts de Lyon).

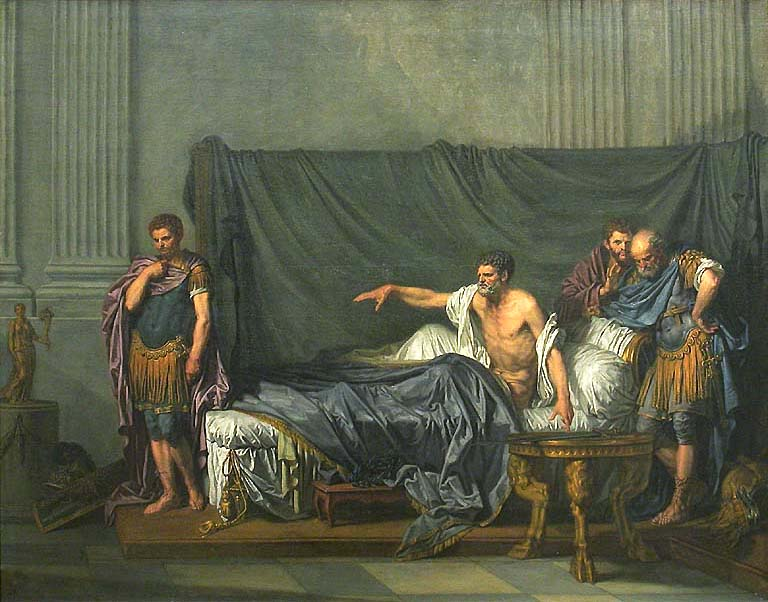
Septime Sévère et Caracalla, Jean-Baptiste Greuze, musée du Louvre.
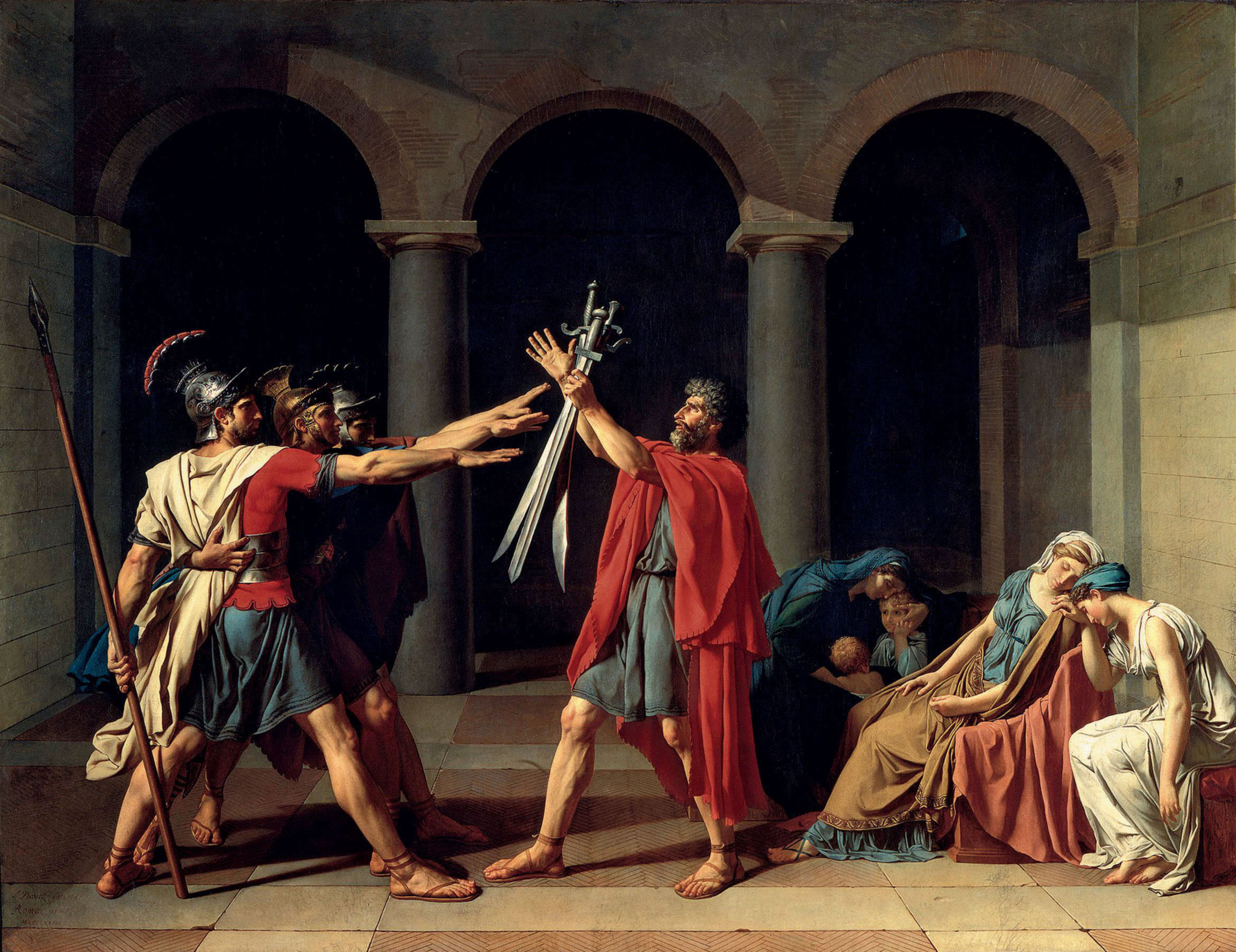
Le Serment des Horaces, Jacques-Louis David, musée du Louvre.
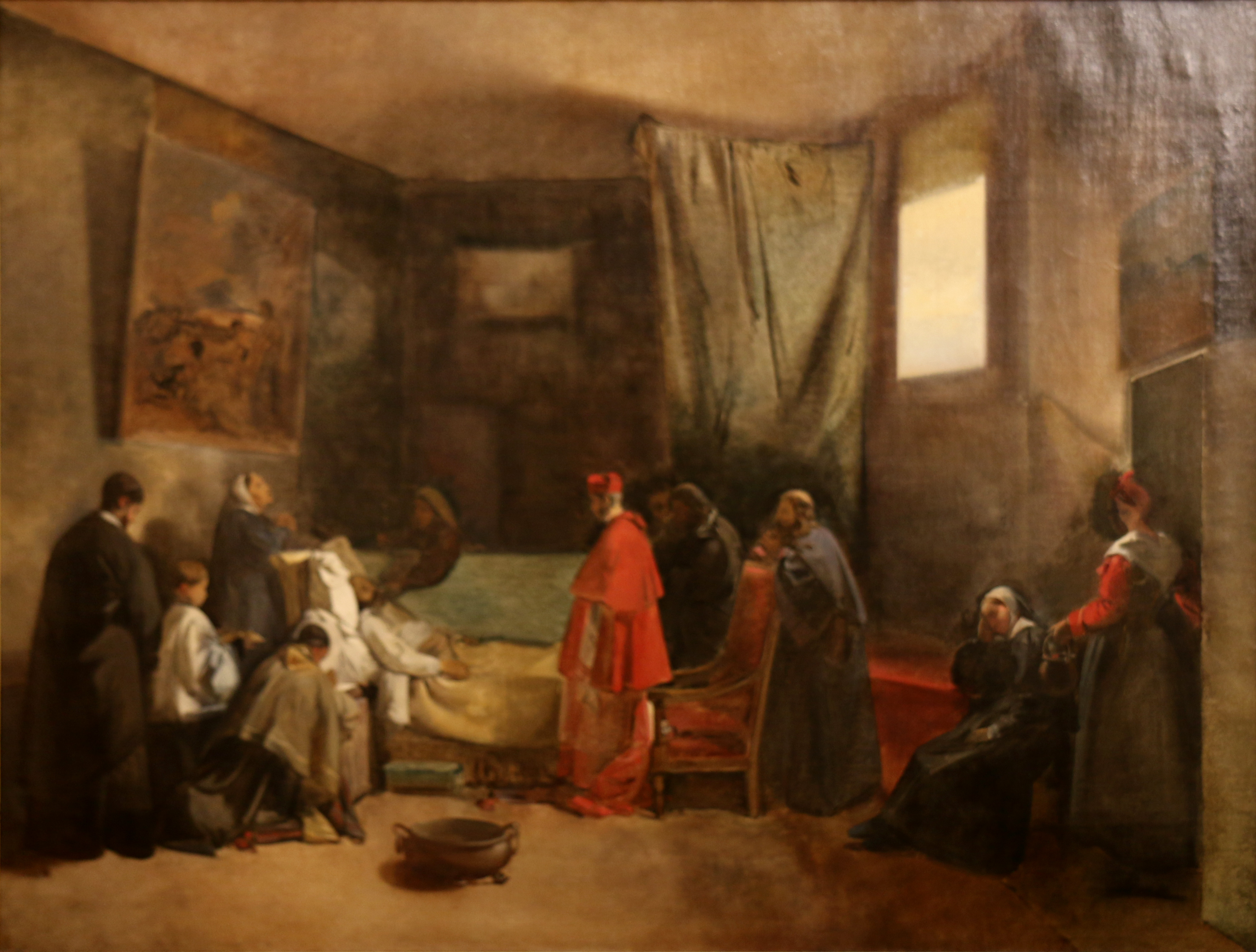
La Mort de Poussin, François Marius Granet, musée Granet
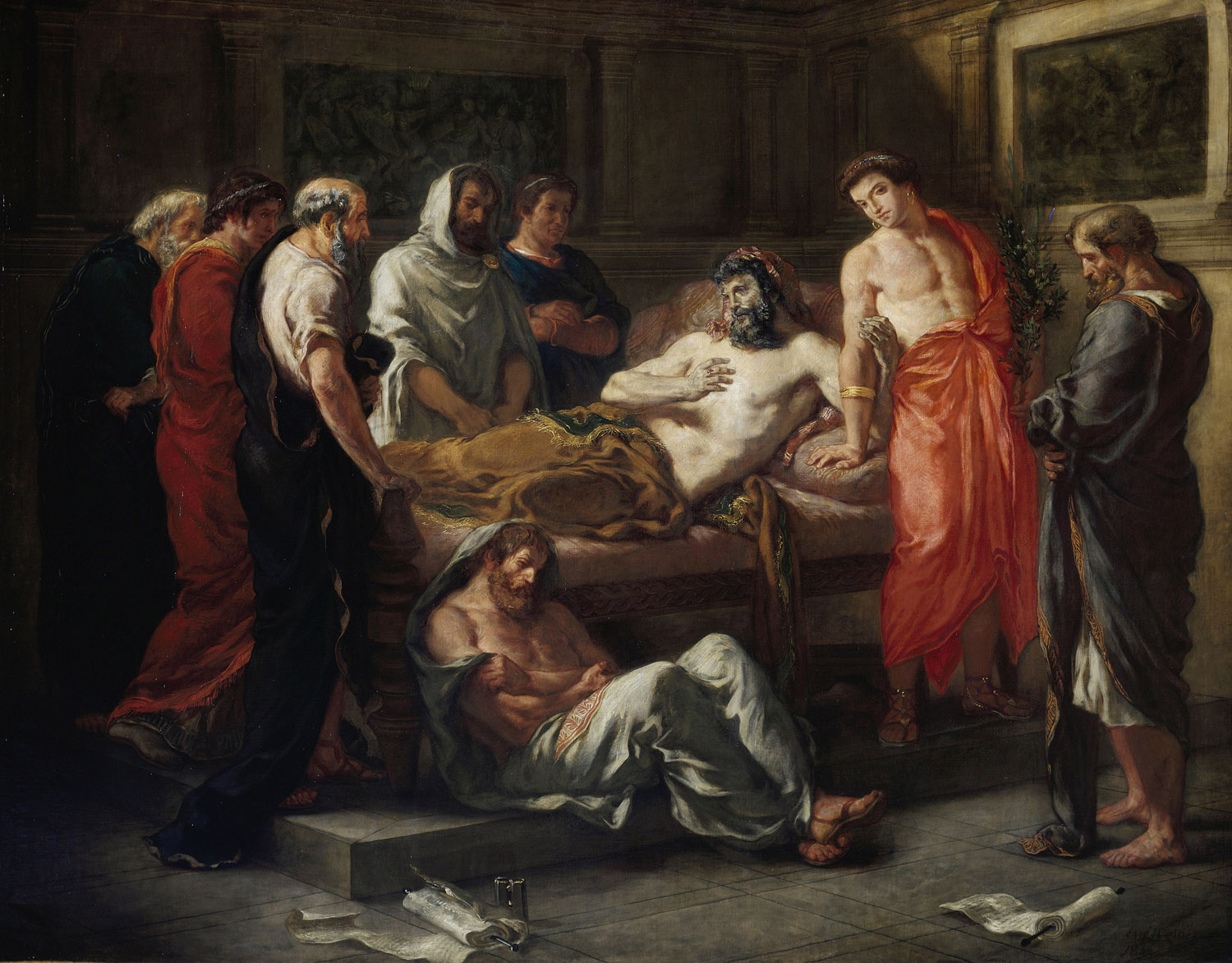
Eugène Delacroix, Dernières paroles de l’empereur Marc Aurèle, Musée des beaux-arts de Lyon.